# Deidesheim
Deidesheim település Németországban, Rajna-vidék-Pfalz tartományban. Lakosainak száma 3773 fő (2023. december 31.).

## Népesség
A település népességének változása:
| Lakosok száma | 3049 | 3797 | 3769 | 3760 | 3724 | 3772 | 3773 |
|               | 1975 | 2016 | 2017 | 2019 | 2021 | 2022 | 2023 |

## Testvértelepülés
- Tihany, Magyarország